# Pont de Port-sur-Saône
Le pont de Port-sur-Saône est un pont sur la Saône situé à Port-sur-Saône, dans le département de la Haute-Saône.

## Historique
Construit au Moyen Âge en deux parties, une longue de treize arches et une courte de quatre arches, il s'effondre en 1734.
Il est reconstruit par l'ingénieur Jean Querret, entre 1750 et 1758, en réduisant le nombre d'arches.
Aujourd'hui il est constitué, au total, de douze arches en pierre de taille en forme d'anse de panier :
- neuf pour la grande partie, longue de 160 mètres,
- trois pour la petite, longue de 33 mètres.

Au milieu du pont principal, sur le parapet coté aval, on peut voir la statue d'un pêcheur assis.

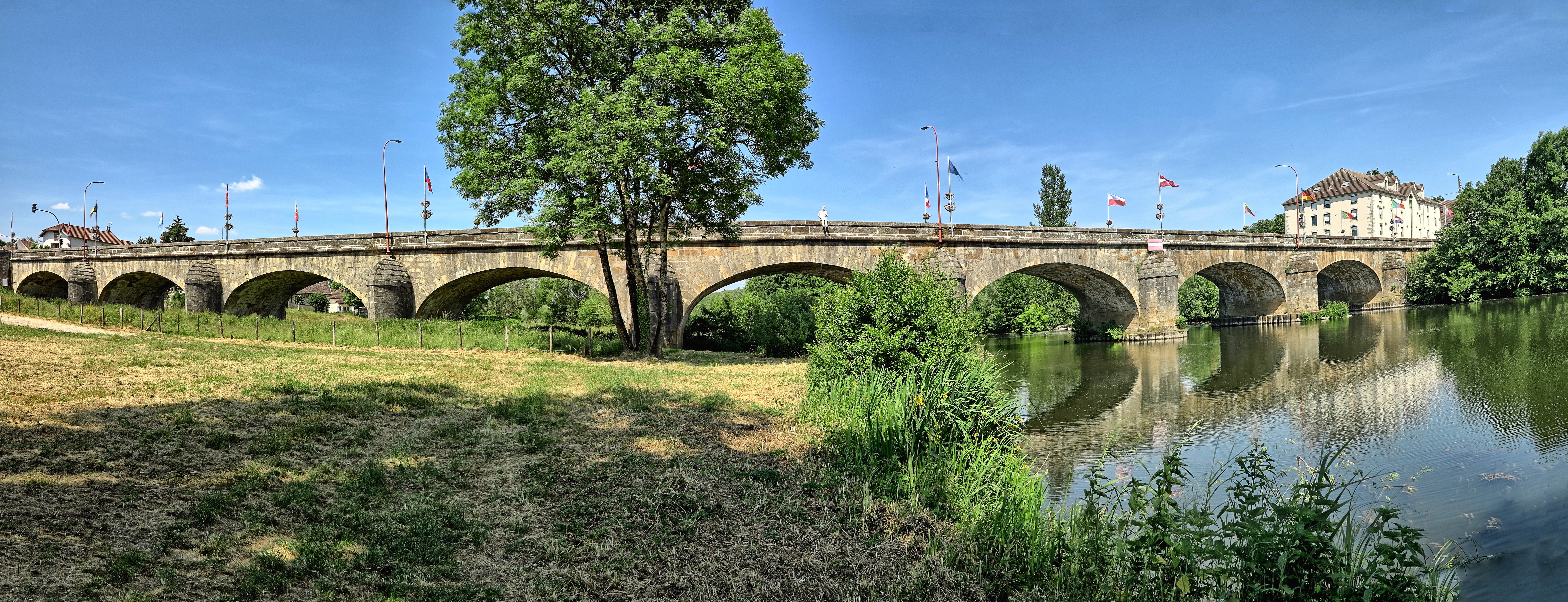
Vue générale de la grande partie du pont.